# Señor y Señora Phelps Stokes

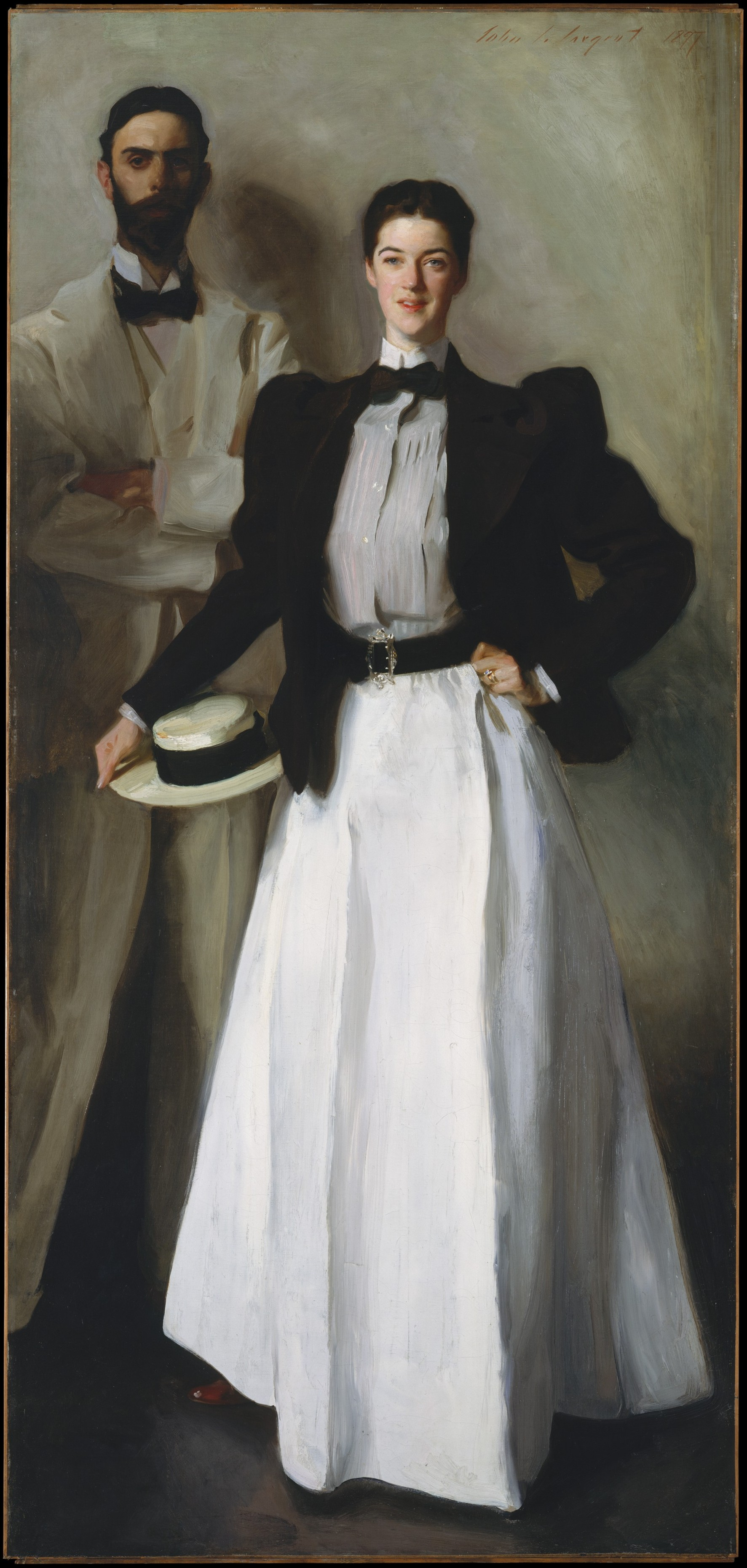
Señor y Señora Phelps Stokes, 1897.

Señor y Señora I. N. Phelps Stokes es una pintura de 1897 de John Singer Sargent, firmada y fechada arriba a la derecha. Es parte  de la colección del Museo Metropolitano de Arte.
El retrato describe al arquitecto de Nueva York y filántropo Isaac Newton Phelps Stokes (1867–1944) y su esposa, Edith Minturn Stokes (1867–1937), con quien se casó en 1895, y quien antes había posado para Daniel Chester French para su Estatua de La República que fue presentada en la Exposición Universal de Chicago de 1893.
El retrato fue encargado como regalo de boda para la pareja y originalmente se pensó mostrar a Edith en vestido de noche, pero luego se cambió a uno de día, un traje informal de mañana posando con un Gran danés. El perro no estuvo disponible e Isaac ocupó su lugar.